# Burriana
Burriana (spanisch) oder Borriana (valencianisch) (beide Namen sind offiziell) ist eine Gemeinde in der Provinz Castellón der Autonomen Gemeinschaft Valencia in Spanien. Die Stadt liegt am Mittelmeer, in der untersten Region der Plana Baixa, umgeben von Orangenbaumfeldern, die vom Fluss Mijares bewässert werden
Es hat etwa 15 km Küstenlinie, darunter Borrianas Hauptstrand El Arenal, einer der attraktivsten Gemeindegebiete. Die Gemeinde verfügt über einen Seehafen.

## Geografie
Burriana grenzt an die Gemeinden Nules, Vila-real, Alquerías del Niño Perdido und Almassora, alle in der Provinz Castellón.

## Geschichte
Obwohl in Burriana die Überreste verschiedener antiker Zivilisationen gefunden wurden, die die Bestände des Städtischen Archäologischen Museums bereichern, erfolgte die Ausdehnung der heutigen Stadt um das 9. Jahrhundert als wichtiger arabischer Platz, der aufgrund seiner Lage in der Mitte der Ebene den Namen Ciudat Verda (Grüne Stadt) erhielt. Diese Festung mit ihren kreisförmigen Mauern wurde nach ihrer Eroberung durch König Jakob I. von Aragonien im Jahr 1233 Teil der christlichen Zivilisation auf der Iberischen Halbinsel. Im Jahre 1348 erteilte König Peter IV. von Aragonien der Gemeinde Borriana das Privileg, ihr Wappen mit einer blauen Fransen und drei Kronen zu versehen.

## Demografie
| 7.813 | 10.237 | 12.962 | 14.243 | 13.895 | 14.675 | 18.473 | 17.697 | 18.616 | 22.651 | 25.003 | 25.438 | 26.757 | 32.349 | 35.433 | 35.052 |

## Wirtschaft
Die Wirtschaft basiert auf der Landwirtschaft, wobei der Anbau von Orangenbäumen überwiegt. Die Hauptindustrie ist der Anbau und die Verarbeitung von Zitrusfrüchten.

## Sehenswürdigkeiten
Zu den Sehenswürdigkeiten zählen der Strand, die historische Altstadt und die Basilika von El Salvador.

## Persönlichkeiten
- Francesco Font Garcia (1905–1961), römisch-katholischer Ordensgeistlicher, Apostolischer Präfekt von Wankie
- Vicente Enrique y Tarancón (1907–1994), Erzbischof von Madrid und Kardinal der römisch-katholischen Kirche
- Vicent Franch (* 1949), Jurist, Politikwissenschaftler und Schriftsteller
- Manuel J. Borja-Villel (* 1957), Kurator, Kunsthistoriker und Museumsdirektor
- Sergio García (* 2003), Motorradrennfahrer